# Wilhelm Hofmeister

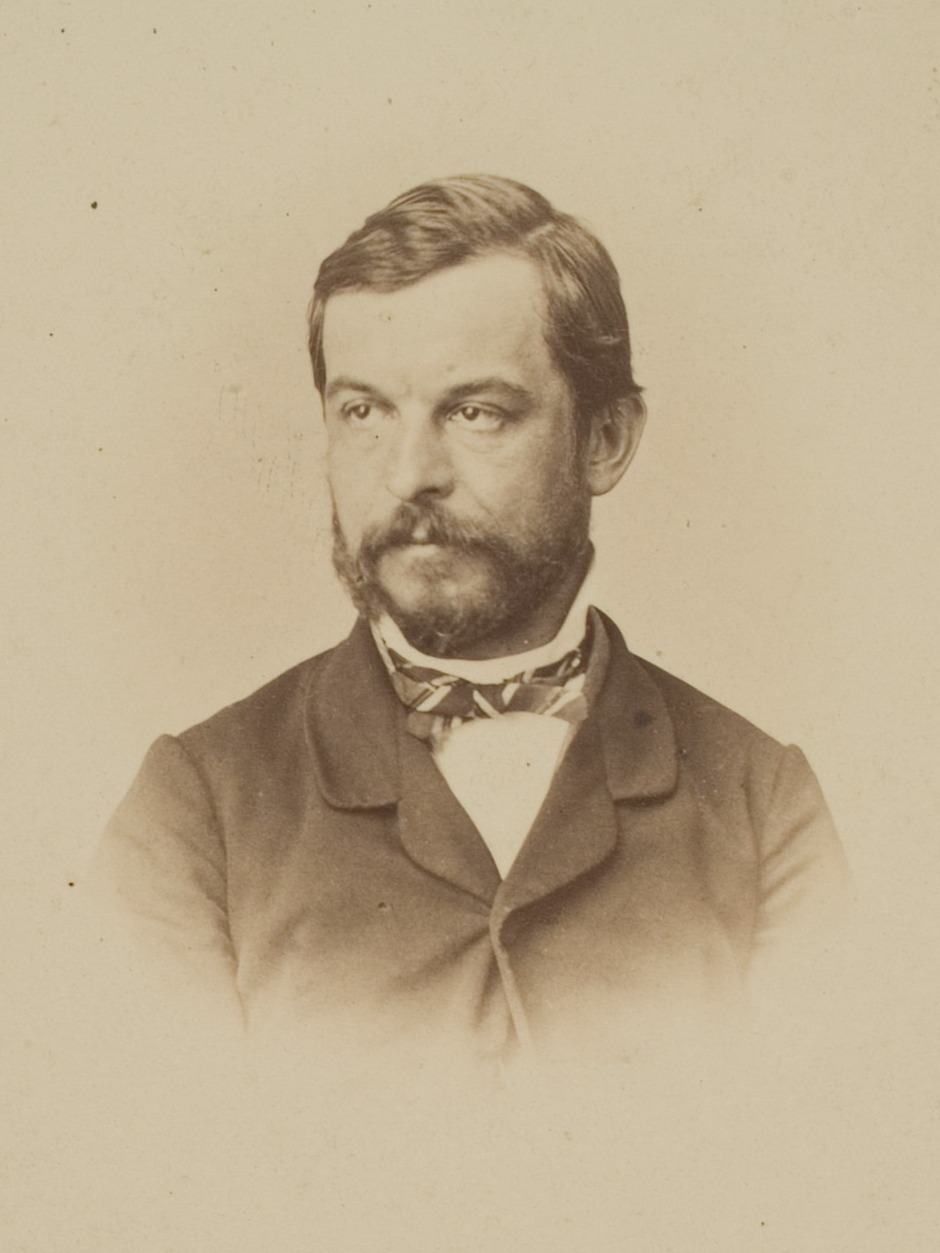
Friedrich Hofmeister

Friedrich Wilhelm Benedikt Hofmeister (* 18. Mai 1824 in Leipzig; † 12. Januar 1877 in Lindenau) war ein deutscher Botaniker und Universitätsprofessor. Hofmeister erkannte als erster die Gleichartigkeit des Generationswechsels von Moosen, Farnen und Samenpflanzen. Sein offizielles botanisches Autorenkürzel lautet „Hofmeist.“

## Leben
Der Sohn des Musikverlegers Friedrich Hofmeister (1782–1864) – der Friedrich-Hofmeister-Verlag in Leipzig besteht noch heute – besuchte in seiner Heimatstadt die Städtische Realschule. Der Vater war ein eifriger Pflanzensammler und hatte ein umfangreiches Herbarium zusammengebracht. Die Leidenschaft übertrug sich auf den Sohn.
Mit 15 Jahren trat Hofmeister als Volontär in die Musikalienhandlung von Cranz in Hamburg, einem Bekannten seines Vaters. Ab 1841 arbeitete er dann im väterlichen Betrieb, bald übernahm er mit seinem Halbbruder Adolph das Geschäft des Vaters. Der Vater blieb weiterhin tätig als Verleger naturwissenschaftlicher Werke, etwa seines Freundes Heinrich Gottlieb Ludwig Reichenbach. 1847 heiratete Hofmeister die Fabrikantentochter Agnes Lurgenstein, mit der er neun Kinder haben sollte. Im selben Jahr trat er dem Freimaurerbund bei und wurde in die Leipziger Loge „Apollo“ aufgenommen.
Hatte sich Hofmeister schon in Hamburg autodidaktisch mit den Naturwissenschaften beschäftigt, konzentrierte er sich zurück in Leipzig auf die Botanik. Wichtige Anregungen waren dabei die „Grundzüge der wissenschaftlichen Botanik“ von Matthias Jacob Schleiden und die Arbeiten von Hugo von Mohl. 1847 veröffentlichte er seine erste wissenschaftliche Arbeit, die kurz darauf ins Französische übersetzt wurde. Für sein 1849 erschienenes Werk über die Embryologie der Blütenpflanzen erhielt er 1851 die Ehrendoktorwürde der philosophischen Fakultät der Universität Rostock. Nach der Veröffentlichung seines Werkes über den Generationswechsel war sein wissenschaftlicher Ruf endgültig gefestigt. Aber erst zwölf Jahre später sollte er zum Professor berufen werden. 1854 war durch den Tod von Gottlieb Wilhelm Bischoff der Botanik-Lehrstuhl an der Universität Heidelberg vakant geworden. Die Fakultät konnte sich jedoch jahrelang auf keinen Nachfolger einigen. 1863 fragte das Großherzogliche Badische Ministerium von sich aus bei der Fakultät um ihre Meinung zu Hofmeister. Als die Fakultät nicht antwortete, berief das Ministerium Hofmeister am 5. Juni 1863 zum ordentlichen Professor der Botanik und Direktor des Botanischen Gartens. Im Jahr 1859 wurde er zum Mitglied er Leopoldina gewählt. Ab 1852 war er Mitglied der Königlich Sächsischen Gesellschaft der Wissenschaften zu Leipzig und ab 1870 der Göttinger Akademie der Wissenschaften. 1865 wurde er als korrespondierendes Mitglied in die Académie des sciences und 1874 in die Preußische Akademie der Wissenschaften aufgenommen.
In seinem Institut arbeitete Hofmeister an entwicklungsgeschichtlichen Fragen, später auch an experimentalphysiologischen Themen. Es waren auch privat glückliche Jahre im Kreis seiner großen Familie und Freunden wie dem Historiker Heinrich von Treitschke. Diese Zeit endete mit dem Tod seiner Frau 1870 und dem Tuberkulose-Tod seiner jüngsten Tochter. Dazu kamen Streitigkeiten an der Universität.
1872 nahm Hofmeister die Berufung als Nachfolger Mohls an die Universität Tübingen an. 1873 wurde er in die American Academy of Arts and Sciences gewählt. Im Februar 1876 heiratete er Johanna Schmidt, eine Arzttochter aus Lindenau bei Leipzig. Er erhielt wissenschaftliche Ehrungen wie die große goldene Boerhaave-Medaille der holländischen Gesellschaft der Wissenschaften. Er erlebte noch die Hochzeit seiner ältesten Tochter, bevor er im Mai 1876 einen Schlaganfall erlitt. Er musste seine Professur zurücklegen und zog sich nach Lindenau zurück, wo er am 12. Januar 1877 starb.

## Forschungen

### Befruchtung der Bedecktsamer
In seiner ersten Arbeit: „Über den Vorgang der geschlechtlichen Befruchtung der Phanerogamen“ (1847) beschäftigte sich Hofmeister mit der zur Mitte des 19. Jahrhunderts umstrittenen Frage, was bei der Befruchtung der Bedecktsamer eigentlich genau passiert. Es war bekannt, dass die Pollenkörner auf die Narbe gebracht werden müssen und dass das Pollenkorn nicht als Ganzes zum Fruchtknoten gelangt, sondern dass die Pollenschläuche zu den Samenanlagen wachsen. Dies hatte Giovanni Battista Amici 1830 erkannt. Matthias Jacob Schleiden stellte die These auf, dass der eindringende Pollenschlauch alleine für die Entstehung des Embryos verantwortlich sei. Dieser Meinung schlossen sich auch Franz Unger und Hermann Schacht an.
Hofmeister konnte in dieser Arbeit und in „Die Entstehung des Embryos der Phanerogamen“ von 1849 an Vertretern der Nachtkerzengewächse richtig zeigen, dass die weibliche Eizelle es ist, die sich zum Embryo entwickelt. Allerdings nahm er fälschlicherweise an, dass das befruchtende Agens durch Osmose durch die Zellwände vom Pollenschlauch an die Eizelle weitergegeben werde. Das Eintreten der Spermazellen in die Eizelle war mit damaligen mikroskopischen Techniken nicht beobachtbar.

### Generationswechsel der Landpflanzen
Die größte wissenschaftliche Leistung Hofmeisters war die Aufklärung des Generationswechsels der Landpflanzen: der Moose, Farne und Nacktsamer. Die männlichen und weiblichen Fortpflanzungsorgane der Moose und der Farne, die Antheridien und Archegonien waren bis 1848 entdeckt und beschrieben worden. Die Zusammenhänge waren aber noch nicht bekannt.
Hofmeister erkannte den Bruch in der Entwicklung der Pflanzen beim Übergang vom Gametophyten zum Sporophyten: Daher konnte er die beblätterte Moospflanze mit dem Prothallium des Farns gleichsetzen sowie das Sporogon des Mooses mit der Farnpflanze. In einer Buchbesprechung verwendete er 1850 erstmals das Wort Generationswechsel für diesen Vorgang, ein Begriff, der zuvor nur in der Zoologie Verwendung fand.
In einer Fußnote seiner Arbeit von 1849 legte Hofmeister auch die Ausweitung dieser Homologien auf die Nadelhölzer (Koniferen) nahe. Er merkte an, dass man dafür die Nadelhölzer mit den Farnen vergleichen müsse, die zwei Sporensortern ausbilden (heterospor sind).

### Physiologie
Nach 1857 wandte sich Hofmeister der Physiologie zu. Er arbeitete beispielsweise über das Saftsteigen in den Pflanzen, über Bewegungserscheinungen und Richtungsänderungen von Pflanzenteilen, über die Wasserspannung in Geweben und über die Wachstumsgesetze der Stämme und Blätter mittels gesetzmäßig sich teilender Scheitelzellen. Weiter arbeitete er über die Blattstellung und über die Entwicklungsgeschichte der Blüten.
Ab 1865 gab Hofmeister mit Heinrich Anton de Bary, Thilo Irmisch und Julius Sachs ein Handbuch der physiologischen Botanik heraus, zu welchem er selbst im ersten Band die Lehre von der Pflanzenzelle und die Allgemeine Morphologie der Gewächse schrieb.

## Werke (Auswahl)
- Untersuchungen des Vorgangs bei der Befruchtung der Oenothereen. In Botanische Zeitung 5. Jg., 1847. Spalte 785–792.
- Die Entstehung des Embryo der Phanerogamen. Eine Reihe mikroskopischer Untersuchungen. Leipzig 1849. Digitalisat.
- Vergleichende Untersuchungen der Keimung, Entfaltung und Fruchtbildung höherer Kryptogamen (Moose, Farrn, Equisetaceen, Rhizocarpeen und Lycopodiaceen) und der Samenbildung der Coniferen. Leipzig 1851. Digitalisat. (Reprint: Hist. Nat. Classica 105. Cramer, Vaduz 1979)
- Die Lehre von der Pflanzenzelle. (Handbuch der physiologischen Botanik, 1. Band, 1. Abt.) Leipzig 1867. Digitalisat.
- Allgemeine Morphologie der Gewächse. (Handbuch der physiologischen Botanik, 1. Band, 2. Abt.) Leipzig 1868. Digitalisat.

## Ehrung
Nach ihm ist im Leipziger Ortsteil Zentrum-Ost die Hofmeisterstraße benannt.